# Le Sens de l'humour (film, 2011)
Pour les articles homonymes, voir Le Sens de l'humour.
Pour plus de détails, voir Fiche technique et Distribution.
Le Sens de l'humour est un film québécois réalisé par Émile Gaudreault, sorti en 2011.

## Synopsis
Luc et Marco, deux humoristes méconnus, font le tour des petites villes du Québec avec leur spectacle respectif ; le premier, blasé et antipathique, est trop cérébral, alors que l'autre, enjoué et dynamique, est trop vulgaire. Un seul numéro, qu'ils exécutent collectivement, a un certain succès auprès de l'auditoire. Il consiste simplement à insulter publiquement un membre de l'assemblée jusqu'à la limite de l'insolence. Malheureusement pour eux, à l'Anse-au-Pic, une petite localité en bordure de la rivière Saguenay, ils humilient Roger Gendron, le cuisinier timide et renfrogné du casse-croûte local. 
Le duo est loin de se douter que l'homme est un tueur en série qui vit dans une ferme isolée avec son père, un être perfide et acrimonieux. Afin de se venger, Roger enlève puis séquestre Luc et Marco. Déterminés à sauver leur peau, les deux hommes proposent un marché au psychopathe : lui enseigner l'art de la comédie en échange de leur libération. Pour mieux se faire valoir auprès de Stéphanie qu'il aime en secret, Roger accepte le défi.

## Fiche technique
- Réalisation : Émile Gaudreault
- Scénario : Émile Gaudreault, Benoît Pelletier
- Musique : FM Le Sieur
- Conception artistique : Patricia Christie
- Costumes : Ginette Magny
- Maquillage : Diane Simard
- Coiffure : Réjean Goderre
- Photographie : Bernard Couture
- Son : Marie-Claude Gagné, Claude La Haye, Bernard Gariépy Strobl
- Montage : Jean-François Bergeron
- Production : Denise Robert, Daniel Louis
- Société de production : Cinémaginaire
- Sociétés de distribution : Alliance Vivafilm, Les Films Séville
- Budget : 8 millions de dollars[1]
- Pays d'origine : Canada (Québec)
- Langue originale : français
- Format : couleur, format d'image : 2,35:1
- Genre : comédie
- Durée : 110 minutes
- Dates de sortie :
  - Canada : 19 juin 2011 (première à la Place des Arts de Montréal)[2]
  - Canada : 6 juillet 2011 (sortie en salle au Québec)
  - Canada : 18 octobre 2011 (DVD et Blu-ray)

## Lieux de tournage
- Petit-Saguenay, (Saguenay), Québec, Canada
- Anse-Saint-Jean, (Saguenay), Québec, Canada
- Baie-Saint-Paul, Québec, Canada
- Montréal, Québec, Canada
- La Prairie, Québec, Canada
- Pointe-des-Cascades, Québec, Canada
- Vaudreuil-Dorion, Québec, Canada

## Distribution
- Michel Côté : Roger Gendron
- Louis-José Houde : Luc Dubé
- Benoît Brière : Marco Fortier
- Anne Dorval  : Stéphanie
- Sonia Vachon : Manon
- Éveline Gélinas : Julie
- Pierrette Robitaille : Lise
- Luc Senay : Réal
- Alexandre Goyette : Carl
- Pierre Collin : père de Roger
- René Richard Cyr : le Montréalais dans le coffre de la voiture
- Diane Lavallée : Geneviève Laverdure
- Patrice Coquereau : Pierre Lebel, journaliste
- Jacques L'Heureux : policier provincial
- Yvan Benoit : chef de police SQ
- Marilyse Bourke : Carole-Anne, copine de Luc
- Anne-Élisabeth Bossé : Jenny de CKOH
- Danièle Lorain : modératrice lecture

## Box-office
Le film a ramassé 3 305 000 $, selon le site Films du Québec. Il était le deuxième film québécois le plus populaire de l'année 2011, le premier étant Starbuck, avec 3 337 148 $.